# アーサー・ホーランド
アーサー・ホーランド（Arthur Masayuki Hollands, 1951年9月27日 - ）は、大阪府大阪市出身の牧師（現在はどの教会も牧会していない）。基督兄弟団成増教会の元協力牧師。また、キャンパス・クルセード・フォー・クライスト (CCC) 所属の日本宣教師、伝道団隊ミッション・バラバの創設者、および、アーサー・ホーランド・ミニストリー主宰である。それに加え作家業、俳優業、講演なども行う。アメリカ合衆国のサンボレスリングと柔道の元選手。日本名は岡田正之。

## 人物
"You Are Loved"をキーワードに、神の広く深い愛を伝えることをモットーにしている。宗教の枠に縛られた形式的な信仰ではなく、大いなる存在、本質的なものを見据えた生き方を伝えようと十字架行進を始め、"You Are Loved（あなたは愛されている）"をスローガンに今までに日本、アメリカ、韓国、キューバなどを縦断・横断している。2022年春から4回目の日本縦断を予定している。
娘は歌手の堀井ローレン。

## 来歴

### 初期
1951年（昭和26年）大阪府大阪市西成区に米国籍のアメリカ海兵隊員の父と寿司屋の娘である母の間に長男として生まれる。
父親が東京でアメリカ合衆国政府関係の職を得一家は東京に移るが、祖父の希望でホーランドは大阪に残り、幼少期を寿司屋を経営する祖父の元で過ごす。城星学園というカトリック系のミッションスクールで学ぶが、祖父母は創価学会の信者であった。
1963年（昭和38年）小学6年の頃、父親が東京赤坂の山王ホテルの副総支配人になると、ホーランドも東京に移住し、東京品川にあったフランス・カナダ系ミッションスクールのセント・メリーズ・インターナショナル・スクールで学ぶことになる。
1966年（昭和41年）父親の勧めで、15歳の頃から講道館に通い柔道を学ぶことになる。中学時代からバスケット部に所属するが、高校1年の頃に学校に新設されたレスリング部にも入部する。高校2年から1960年ローマオリンピックで銀メダルを取ったブルーノから教えを受けることになる。しかし、学校で暴力事件を起こしたためレスリング部を退部させられる。その頃、講道館で東京オリンピックにアメリカ代表として出場したポール・マルヤマに出会い、日米親善試合のアメリカ代表として試合に出場することになる。この頃、東京オリンピックの金メダリスト岡野功に出会い、岡野の弟子になり、岡野の主宰する正気塾の寮に入寮する。高校を卒業した後も岡野に師事し続ける。その頃、バーの用心棒をしていた。

### 米国時代
1972年（昭和47年）1月、20歳で渡米しロサンゼルスの南のオレンジカウンティにホームスティしながら、カリフォルニア州サンタアナにあるサンタアナ・カレッジ（英語版）で学ぶ。サンタアナ・カレッジでは、FBIの捜査官を目指し犯罪学を専攻する。
大学でサンボレスリングを始める。サンボでは全米柔道選手権で3位の成績を残す。
その頃、人生の空虚感からマリファナやハッシュの依存症になる。1974年（昭和49年）9月、アメリカに滞在していた岡野功から誘われ、岡野の岳父が牧師をしている教会の礼拝に参加する。岡野の岳父に導かれ洗礼を受け、クリスチャンになる。その時23歳であった。
その後、アルバイト先のトレーニングジムでスポーツ伝道をしていたレスリングのコーチの通うシール・ビーチという教会のメンバーになる。1975年（昭和50年）と1976年（昭和51年）2年連続で全米サンボ選手権78kg級で優勝する。この頃、キャンパス・クルセード・フォー・クライスト (CCC) のメンバーになり、レスリングチームの一員として、全米の大学を回りスポーツ伝道師として活動をするようになった。
1978年（昭和53年）にはパンアメリカン選手権大会で銀メダルを受賞し、チームでは金メダルを受賞し世界選手権への出場権を獲得する。1979年（昭和54年）その後、試合中に負傷し入院する。脛骨の複雑骨折と亜脱臼と診断され、完治まで半年を要した。リハビリを続けて1年後には回復するが、キャロリンと結婚したことがきっかけで日本宣教師を志すようになる。レスリング選手を引退し日本派遣宣教師になる。

### 宣教師時代
1982年（昭和57年）9月、CCCの宣教師として、伝道のために妻と一緒に帰国する。最初に名古屋で宣教師の訓練を受けながら、日本の社会学を学ぶ。1988年ソウルオリンピック選手村の公認チャプレンを務める。
1989年（平成元年）1月に親友松沢秀章を新宿駅まで待っている間に路傍伝道の方法を思いつく。新宿・歌舞伎町で、新しい方法で路傍伝道を始める。その頃、元暴力団員の神学生鈴木啓之らが路傍伝道を手伝うようになる。
1990年（平成2年）、洗礼を受けたサンディエゴの教会で牧師としての按手礼（承認）を受け、正式な牧師になる。1991年（平成3年）、全国47都道府県、68カ所にて路傍伝道を行い、最後は富士山山頂での伝道を行う。
1992年（平成4年）、鈴木啓之をはじめ7人で日本列島を沖縄から北海道の宗谷岬まで3700kmを十字架を背負って徒歩での全国縦断伝道（『日本リバイバル十字架行進』）を行う。
1993年（平成5年）夏にはミッションバラバを率いて、韓国を訪問する。釜山から板門店まで、前年と同様に十字架行進と教会の訪問を行う。この流れで、年の暮れに、ホーランドの呼びかけに応じた、十字架行進に参加したメンバーが「ヤクザ・フェローシップ」という聖書研究会を結成する。その後、ホーランドを顧問として「ミッション・バラバ」と改称して路傍伝道や伝道集会のなどの活動を始める。
1994年（平成6年）にはホーランドが引率して北米の伝道旅行に行く。最初に、アメリカ合衆国ワシントン州シアトル、カナダ・バンクーバー。そして、11月18日にはサンタバーバラ、ついで11月26日にはロサンジェルスのリトル東京の教会などで講演を行う。ホーランド達の活動はアメリカ合衆国の日系アメリカ人の新聞で報道される。
1995年（平成7年）夏には、ミッションバラバのメンバーと共に、阪神・淡路大震災の被災地を見舞う。2000年（平成12年）には、ミッションバラバをモデルにした映画『親分はイエス様』に出演する。

### 親友の死
2006年（平成18年）12月21日、親友の松沢秀章牧師（当時、基督兄弟団成増教会主任牧師、補教師）が、埼玉県新座市で事故死する。2007年3月には、事件後の教団と教会の方針により協力牧師を辞任する（その後も成増教会では定期的に講演を続けている）。

### 日本列島十字架行進
2012年（平成24年）、20年ぶりに再び徒歩による『日本列島十字架行進』を行う。
同年3月11日沖縄県・平和祈念公園をスタートする。重さ40kgの十字架を担ぎ歩き続け、同年9月18日に目的地である北海道・宗谷岬に到達する。
2013年（平成25年）、前年の『日本列島十字架行進』で訪れることのできなかった四国一周十字架行進を4月7日より実施する。同年5月10日四国一周を達成する。
2019年（令和元年）、再び日本縦断を決行。
2021年（令和3年）、四国地方および九州地方で十字架行進を行う。

### アメリカでの十字架行進
2014年（平成27年）、3月5日ハワイオアフ島にてWALK ACROSS OAHU（オアフ島一周十字架行進）を出発、3月12日オアフ島一周を達成する。
達成後すぐにアメリカ本土に渡り、3月17日カリフォルニア州サンタモニカからWALK ACROSS USA（アメリカ横断十字架行進）をスタートする。ゴールのニューヨーク州ロングビーチに向かい歩き始める。
同年8月21日イリノイ州スプリングフィールドに到達。2014年の行進を終了し帰国する。
2015年（平成27年）、4月、5日間に渡る富士山一周十字架行進を行った後渡米する。4月17日よりWALK ACROSS USAを再開する。
同年6月13日、ゴールであるニューヨーク州ロングビーチに到達。アメリカ横断約4,800kmの行進を終了する。

## 著作
- 「君も心のフィットネス」（1989年4月、いのちのことば社、ISBN 978-4264019534）
- 「JOYブックス 人生にチャレンジ」（1992年4月、いのちのことば社、ISBN 978-4264013198）
- 「あなたへのプレゼント」（1993年5月、新生運動、ISBN 978-4882810278）
- 「リバイバルに火をつけろ！日本列島十字架行進記」（1993年7月、いのちのことば社、ISBN 978-4264014188）
- 「祈って燃えよ あなたを変える祈りの力」（1994年9月、いのちのことば社、ISBN 978-4264014935）
- 「親分はイエス様 - 神と出会ったミッション・バラバの物語」（1996年12月、PHP研究所、ISBN 978-4569554327）
- 「神様からのラブレター - 型破り牧師が贈る愛の辻説法」（1997年1月、ロングセラーズ、ISBN 978-4845411382）
- 「不良牧師!「アーサー・ホーランド」という生き方」（2002年8月、文藝春秋、ISBN 978-4167656409）
- 「アイアムアーサー! - 不良牧師からの伝言」（2003年12月、芸文社、ISBN 978-4874657003）
- 「不良牧師 Ⅱ 鉄馬の旅」（（2006年2月、アイシーメディックス、ISBN 978-4434074554）
- 「Words of Love かけがえのない、この日に…」（2005年8月、ゴマブックス、ISBN 978-4777102013）
- 「1ミリだけ難しく生きよう!~不良牧師が教える!自分らしい幸せを生きる方法~」（2009年10月、フォレスト出版、ISBN 978-4894513709）
- 「不良牧師の愛活ＢＩＢＬＥ」（2010年9月、無双舎、ISBN 978-4864084314）
- 「ROCK'N'ROLL BIBLE 不良牧師Ⅲ」（2015年10月、小学館スクウェア、ISBN 978-4797988109）
- 「WALK ACROSS」（2017年12月、TAO LAB BOOKS ISBN 978-4-903916-03-3）

## ドキュメンタリーDVD
- 「不良牧師 求道の旅」（2007年、監督：亀田幸則）
- 「WALK ACROSS JAPAN」（2014年、制作：株式会社リアルサウンド）

## 映画出演
- クロエ （2001年、監督：利重剛） - 牧師役
- Short Cakes （2005年、監督：長澤雅彦） - 小暮役
- 筆子・その愛 -天使のピアノ- （2007年、監督：山田火砂子） - 宣教師役
- 苦い蜜 （2010年、監督：亀田幸則） - 前田（マスターの友人）役
- 大地の詩 -留岡幸助物語- （2010年、監督：山田火砂子） - ケリー宣教師役
- ふうけもん （2014年、監督：栗山富夫）

## 対談
- 『日本のリバイバルを求めて』奥山実 マルコーシュ・パブリケーション社